# Eodorcadion brandti
Eodorcadion brandti är en skalbaggsart som först beskrevs av Friedrich-August von Gebler 1841.  Eodorcadion brandti ingår i släktet Eodorcadion och familjen långhorningar.
Artens utbredningsområde är Kazakstan. Inga underarter finns listade i Catalogue of Life.